# Chakib Lachkham
Chakib Lachkham, né le 27 octobre 1985 à Gafsa, est un footballeur tunisien qui joue au poste d'attaquant au Sfax railway sport.
En janvier 2009, il est prêté pour six mois au club de Mouloudia Club d'Alger. En septembre 2009, il rejoint temporairement le club d'Al Nejma Benghazi. Il rentre en Tunisie en août 2011 pour jouer avec l'Union sportive monastirienne puis avec El Gawafel sportives de Gafsa.
Après quatre saisons passées au Gafsa, il rejoint le Sfax railway sport en Ligue II.
Il compte une sélection avec l'équipe nationale lors de laquelle il marque un but.

## Clubs
- 2005-2007 : El Gawafel sportives de Gafsa (Tunisie)
- 2007-2008 : Espérance sportive de Tunis (Tunisie)
- 2008-2009 : El Gawafel sportives de Gafsa (Tunisie)
- 2009-2009 : Mouloudia Club Alger (Algérie)
- 2009-2010 : Al Nejma Benghazi (Libye)
- 2010-décembre 2010 : El Gawafel sportives de Gafsa (Tunisie)
- janvier 2011-2011 : Sliema Wanderers FC (Malte)
- 2011-2012 : Union sportive monastirienne (Tunisie)
- 2012-2016 : El Gawafel sportives de Gafsa (Tunisie)
- depuis 2016 : Sfax railway sport (Tunisie)